# Talita Fontoura
Talita Fontoura Alves (nascida em 1966) é um botânica brasileira. Ela é professora de biologia e botânica da Universidade Estadual de Santa Cruz em Ilhéus, Bahia, Brasil. Ela é notável pela descoberta e nomeação de Quesnelia alborosea, uma planta da família Bromeliaceae nativa da Bahia.

## Biografia
Em 1988, Talita obteve sua Licenciatura da Universidade Santa Úrsula no Rio de Janeiro. Ela obteve seu mestrado em ecologia , sob a supervisão do Dr. Fábio Rúbio Scarano na Universidade de Campinas em 1995, e, finalmente, o seu Doutorado em 2005, também na Universidade estadual de Campinas. Para concluir sua educação, ela realizou seus estudos de pós-doutorado na Universidade Federal do Rio de Janeiro.
Desde 1996, ela tem cargo efetivo como professora na Universidade Estadual de Santa Cruz , em Ilhéus, Bahia, e continua a contribuir para os campos da ecologia, biodiversidade e conservação. Seu campo de investigação é a estrutura e a comunidade de epífitas. Ela começou a investigação sobre Bromeliaceae no Janeiro Jardim Botânico do Rio, em diferentes aspectos dessa família de plantas, tais como as suas fitogeografia e frugivory.